# Glypta alameda
Glypta alameda är en stekelart som beskrevs av Dasch 1988. Glypta alameda ingår i släktet Glypta och familjen brokparasitsteklar. Inga underarter finns listade i Catalogue of Life.